# Objektumorientált modellezés
Az objektumorientált modellezés (angolul: object-oriented modeling, OOM) egy alkalmazások modellezésére szolgáló megközelítés, amelyet a szoftverfejlesztés korai szakaszában használnak, különösen akkor, ha a fejlesztés objektumorientált módszertant követ.
A szoftver életciklusa jellemzően több szakaszra osztható: a probléma absztrakt leírásától indul, ezt követi a tervezés, majd a kódolás, a tesztelés, végül az üzembe helyezés. A modellezés a folyamat elején történik, melynek főbb céljai, valamint indokai a következők:
- Kommunikáció: A felhasználók általában nem értenek a programkódokhoz vagy a programozási nyelvekhez. A modellábrák jobban értelmezhetőek számukra, és lehetővé teszik, hogy visszajelzést adjanak a rendszer szerkezetéről. Az objektumorientált megközelítés egyik fő célja a rendszer és a valós világ közötti „szemantikai rés” csökkentése, olyan terminológia alkalmazásával, amely egyezik a felhasználói valós tevékenységeivel.

- Absztrakció: Számos fejlesztési módszertan először a „mit?” kérdésre keresi a választ (milyen funkcionalitásra van szükség), és csak ezután foglalkozik a „hogyan?” kérdéssel (hogyan lehet ezt megvalósítani technikai és költségbeli korlátok között). A modellezés lehetővé teszi a folyamatok és objektumok absztrakt, implementációtól független leírását.

Az objektumorientált modellezés jellemzően esetleírások / használati esetek (use case-ek) és a legfontosabb objektumok absztrakt meghatározása révén történik. A leggyakrabban használt programozási nyelv az Object Management Group (OMG) által létrehozott Unified Modeling Language (UML).

## Fordítás
Ez a szócikk részben vagy egészben  az   Object-oriented modeling című angol Wikipédia-szócikk ezen változatának fordításán alapul.  Az eredeti cikk szerkesztőit annak laptörténete sorolja fel. Ez a jelzés csupán a megfogalmazás eredetét és a szerzői jogokat jelzi, nem szolgál a cikkben szereplő információk forrásmegjelöléseként.

## Kapcsolódó szócikk
- Objektumorientált elemzés és tervezés